# Frøstrup
Frøstrup – wieś w Danii, w regionie Jutlandia Północna, w gminie Thisted.